# Área salvaje Havasu
El área salvaje Havasu (del inglés: Havasu Wilderness) es un área salvaje o virgen de Estados Unidos, de aproximadamente 72 km², ubicada dentro del Refugio Nacional de Vida Silvestre de Havasu, cerca del lago Havasu, en los estados de Arizona y California. Cerca de 59 km² se encuentran en Arizona y 13 km² en California.
El límite occidental del área salvaje está formado por el río Colorado. El área incluye agujas volcánicas, una gran duna de arena con vegetación que van desde humedales ribereños hasta las  tierras altas del desierto de Mojave. Los hábitats aquí consisten en aguas abiertas, vegetación emergente, subaquatics, montañas secas, tierras altas del desierto y lavados.
Los vehículos mecanizados, algunos tipos de embarcaciones y otros vehículos no están permitidos en la Selva Havasu. Las actividades más comunes son la observación, y el senderismo. El área salvaje Havasu es gestionada el Servicio de Pesca y Vida Silvestre de los Estados Unidos.

## Flora y fauna
La vegetación en el área salvaje Havasu está dominada por la jarilla, ocotillo, paloverde azul, y las bolsas de saguaro. Una variedad de árboles crecen en los lavados con sauces y pinos salados que se encuentran en los bordes del río.
El área salvaje Havasu es el hogar de una gran variedad de vida silvestre, incluyendo especies de codorniz, ganso, pato, garza real, garceta, halcón, águila, borrego cimarrón, coyote, puercoespín, zorro y lince. El monstruo de Gila y la tortuga del desierto están en peligro de extinción.